# Annestad

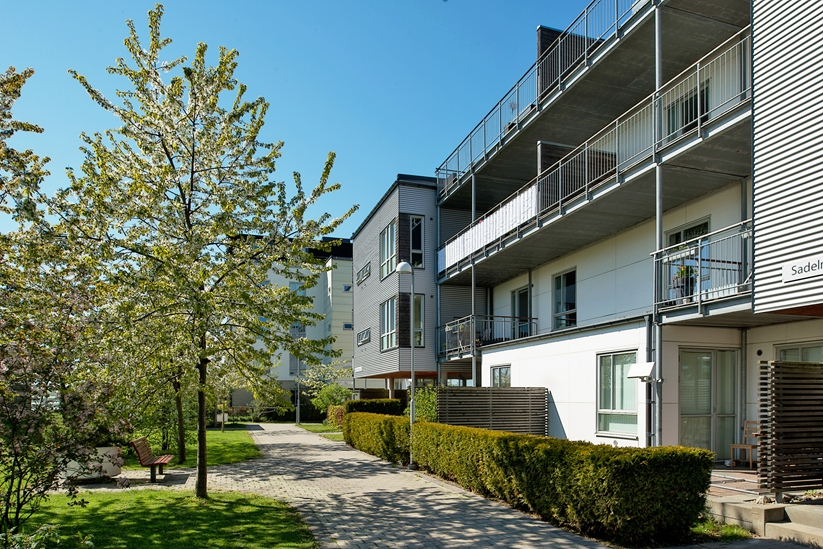
Flerfamiljshus i Annestad. Bilden visar Sadelmakarebyn 7D inramat av sina karakteristiska körsbärsträd.

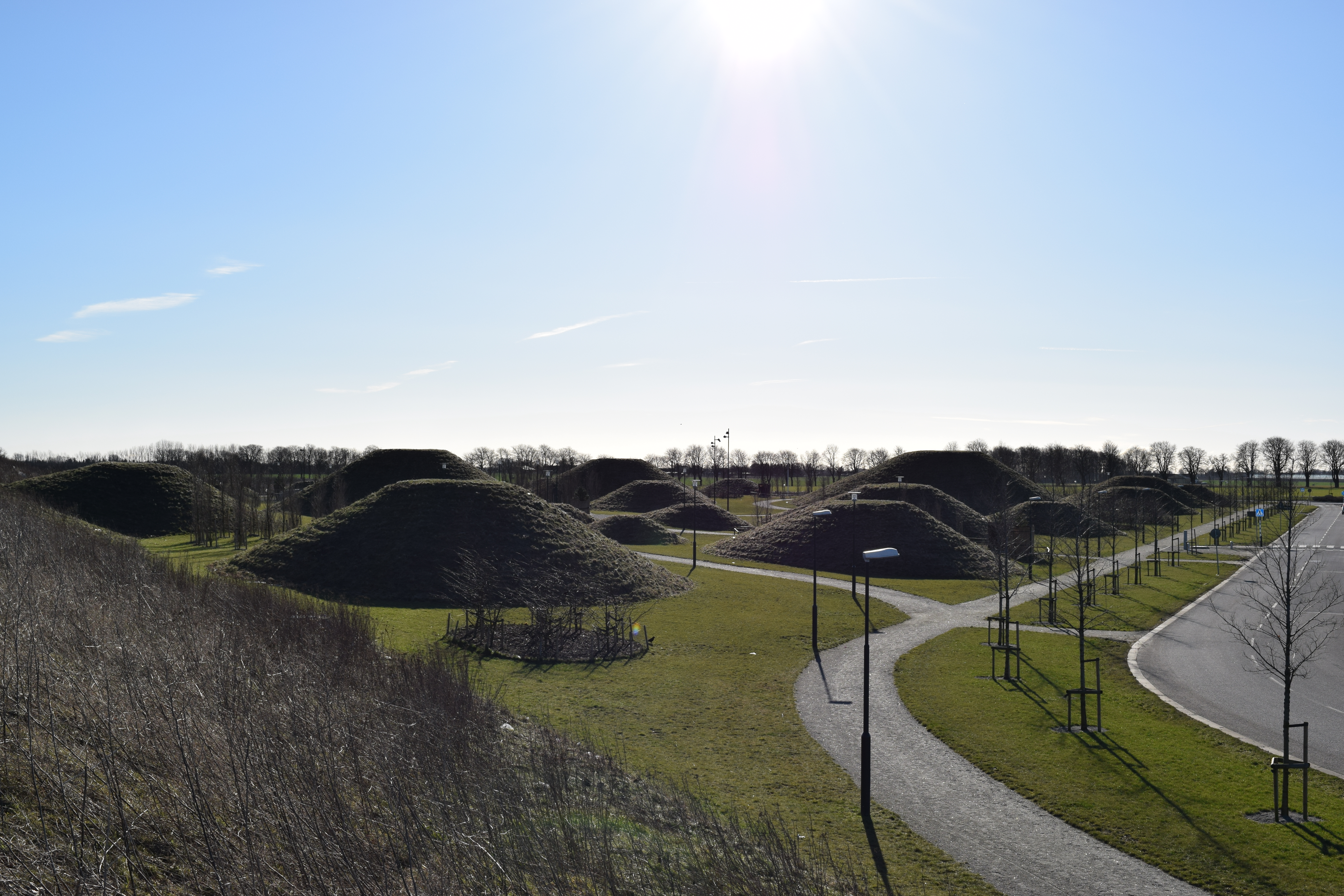
Annestads stolta pulkabackar

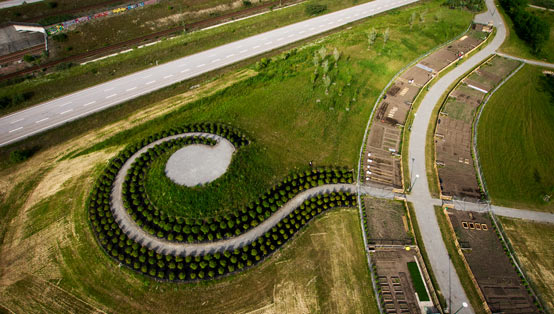
Utsiktsplatsen vid Annestads kolonilotter sedd ifrån luften.

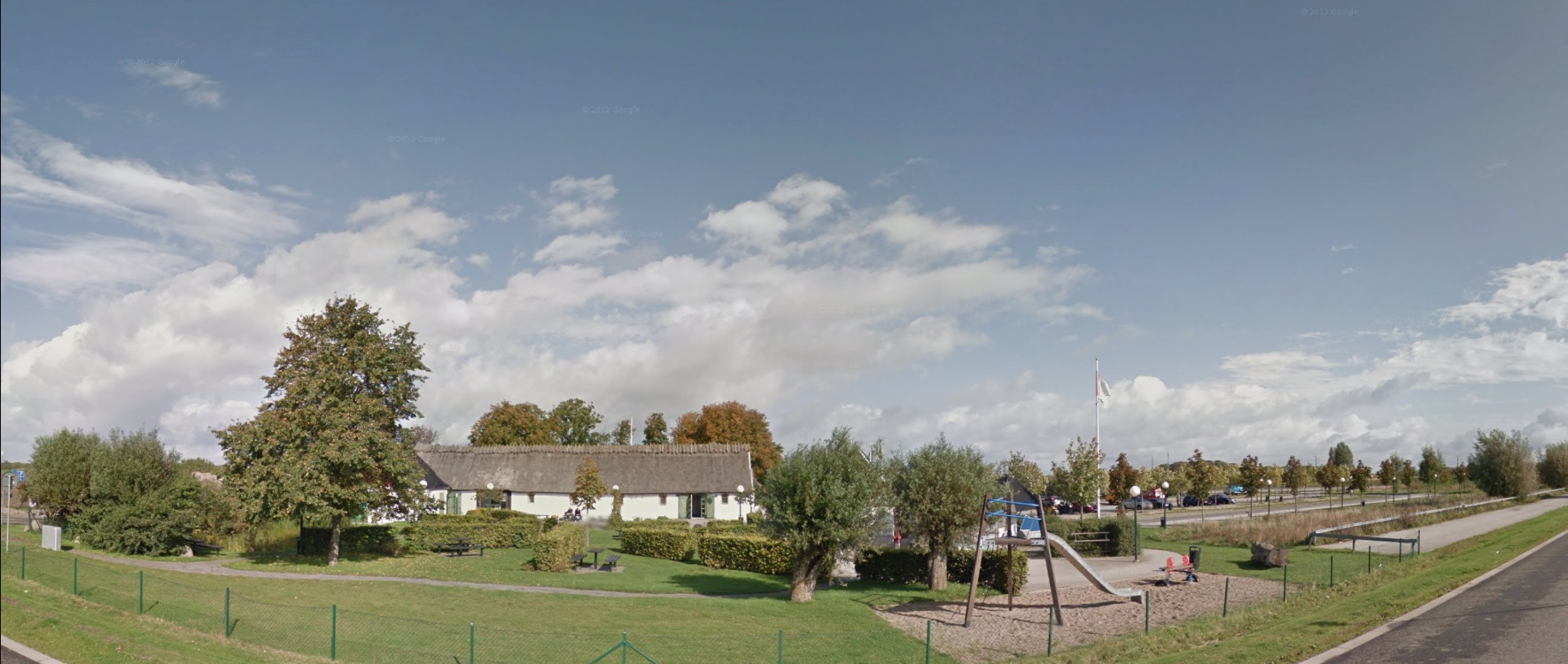
Skånegården

Annestad är ett område som ligger i östra delen av Bunkeflostrand. Området ligger precis söder om Yttre Ringvägen och Limhamns kalkbrott.

## Bebyggelse
I Annestad finns ca 1200 lägenheter på 2-4 våningar. I Annestads östra utkant finns kollektivet BoAktiv Landgången. Mitt i Annestad finns viss samhällsservice med närbutik. Det finns även en frisersalong och en pizzeria.  Capio Citykliniken driver en vård- och barnavårdscentral i området. Den dominerande bostadsrättsföreningen i Annestad heter Sadelmakaren 2. . Vid Annestads norra utkant ligger kaféet och turistbyrån Skånegården. Under våren 2013 färdigställde Malmö kommun ett område med odlingslotter som ligger väster om Skånegården. I Annestads östra utkant finns en park med pulkabackar. Annestad avgränsas i väster med idrottsplaner, park och lekplats. I denna delen av Annestad finns också Annestads förskola som öppnade 2007. Medelinkomsten i Annestad är 18 123:-, snittbelåningen ligger på 1 109 891:-.

## Kommunikationer
Annestad trafikeras av stadsbuss 6 som går mellan Klagshamn/Bunkeflostrand och Videdal/Toftanäs. Annestads busshållplats trafikeras också av buss 999, en pendlingsbuss till Köpenhamn och Kastrups flygplats. Yttre Ringvägen löper strax norr om området och trafikplats Vintrie är närmast området, vilket även är sista avfarten i Sverige före Öresundsbron.